# Ivor Broadis
Ivor Broadis (Isla de los Perros, Londres, Inglaterra; 18 de diciembre de 1922 – Carlisle, Inglaterra; 12 de abril de 2019) fue un futbolista, entrenador, militar y periodista inglés que jugaba en la posición de delantero.

## Inicios
Durante la Segunda Guerra Mundial completó 500 horas para la Real Fuerza Aérea británica sin participar en misiones de bombardeo y estuvo en Italia cuando llegó la noticia de la rendición de los japoneses.

## Carrera

### Club
Su carrera de futbolista fue de 1942 a 1961 y militó en los equipos Carlisle United, Sunderland, Manchester City, Newcastle United de Inglaterra y con Queen of the South de Escocia anotando 157 goles en 512 partidos y ganó la Copa de Inglaterra en la temporada 1954/55 con el Newcastle.

### Selección nacional
Jugó con Inglaterra en 14 partidos y anotó ocho goles entre 1951 y 1954, incluyendo dos goles ante Bélgica en la Copa Mundial de Fútbol de 1954.

### Entrenador
Fue entrenador del Carlisle United FC de 1946 a 1949 mientras era jugador.

## Tras el Retiro
Luego de retirarse fue periodista de fútbol por 45 años, y durante el mundial de Rusia 2018 era el futbolista internacional inglés más viejo que todavía vivía hasta que murió en abril de 2019 a la edad de 96 años.

## Logros
- Copa de Inglaterra: 1

1954/55